# Luis Sáenz Peña
Luis Sáenz Peña; född 2 april 1822, död 4 december 1907; var en argentinsk jurist som var Argentinas president från 1892 till 1895.